# نیو آمستردام

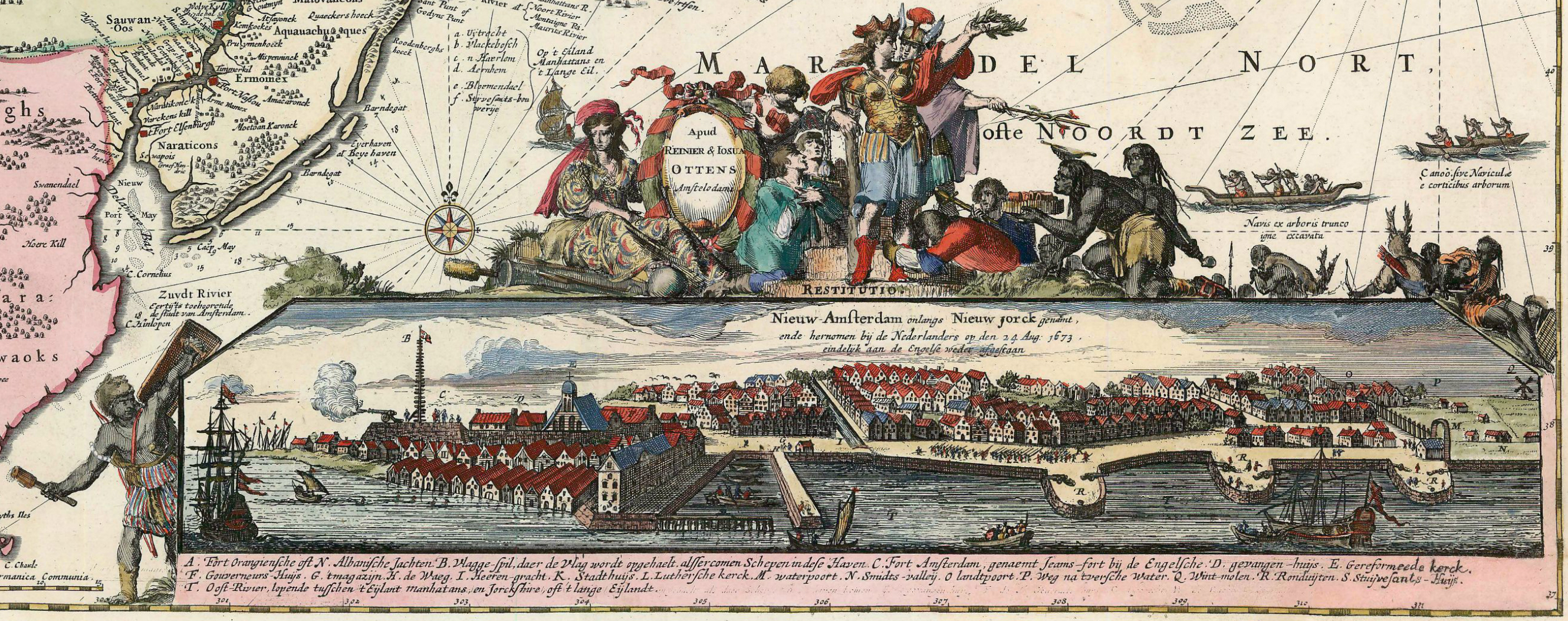
نیوآمستردام در سال ۱۶۷۳.

نیوآمستردام (به هلندی: Nieuw-Amsterdam)، مستعمرهٔ هلندی‌ها در دنیای تازه کشف شده بود که نیوآمستردام نامیده می‌شد. هلندی‌ها در سال ۱۶۲۶ جزیره منهتن را از سرخ‌پوستان به قیمت ۲۴ دلار (۶۰ گیلدر هلند حدود ۱٫۱۰۰ دلار در سال ۲۰۱۲) خریداری کردند و مستعمرهٔ خود را در آنجا تأسیس کردند. در سال ۱۶۶۴ انگلیسی‌ها در جنگ با هلندی‌ها این مستعمره را اشغال و نام آن را به نیویورک تغییر دادند.
این قسمت از امپراتوری هلند سدهٔ ۱۷ در نوک جنوبی جزیرهٔ منهتن، به عنوان مقر دولت استعماری در «هلند جدید» در ایالت‌های ساحلی اقیانوس اطلس آمریکای امروز تأسیس شد.
تغییر نام نیو آمستردام در ۸ سپتامبر ۱۶۶۴ به افتخارِ دوک یورک و سپس، جیمز دوم پادشاه انگلستان، که به نام او انگلیسی‌ها آن را تسخیر کرده بودند صورت گرفت. در سال ۱۶۶۷ هلند در ازای واگذاری کنترل جزایر ادویه از ادعای خود بر این شهر و بقیهٔ مستعمره صرف‌نظر کردند.